# سفارة إيران في اليابان
سفارة إيران في اليابان هي أرفع تمثيل دبلوماسي لدولة إيران لدى اليابان. تقع السفارة في وهي تهدف لتعزيز المصالح الإيرانية في اليابان.

## وصلات خارجية
- قائمة سفارات إيران
- قائمة السفارات في اليابان